# Lomnice u Tišnova
Lomnice (deutsch Lomnitz) ist eine Minderstadt in Tschechien. Sie liegt sieben Kilometer nördlich von Tišnov und gehört zum Okres Brno-venkov. Das historische Stadtzentrum wurde in der zweiten Hälfte des 17. Jahrhunderts nach Plänen von Giovanni Pietro Tencalla neu gestaltet und ist seit 1990 ein städtisches Denkmalschutzgebiet.

## Geographie

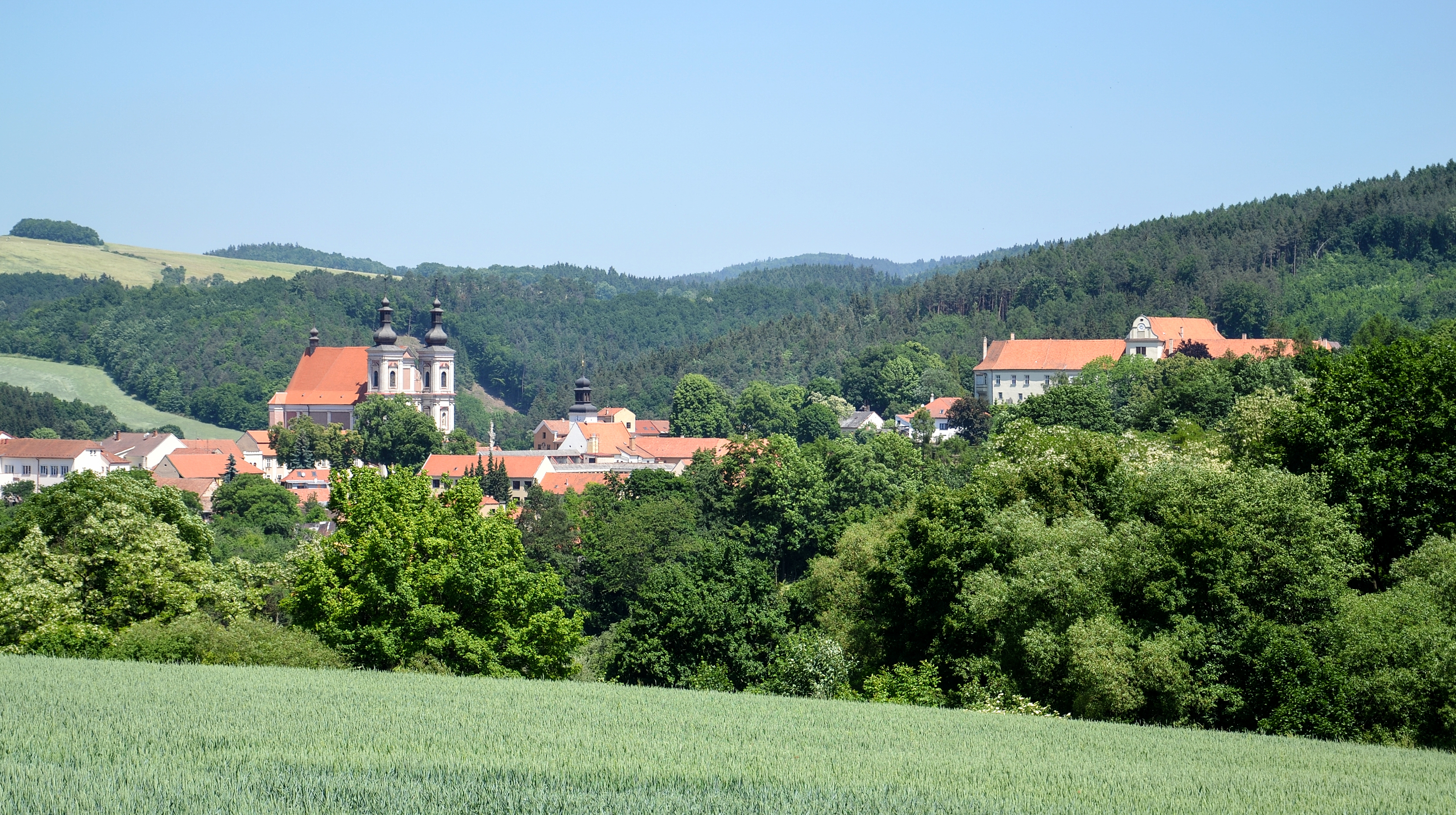
Ansicht von Lomnice

Lomnice befindet sich in der Sýkořská pahorkatina, einer Untereinheit der Nedvědická vrchovina in der Böhmisch-Mährischen Höhe. Das Städtchen liegt rechtsseitig des Baches Besének unterhalb der Einmündung der Chrastová auf dem Gebiet des Naturparks Svratecká hornatina. Östlich erhebt sich die Crhová (541 m), im Süden die Luzichová (481 m), südwestlich die Jahodná (532 m), im Westen der Veselský Chlum (578 m) und im Nordwesten die Křídlová (575 m).
Nachbarorte sind Ochoz u Tišnova und Synalov im Norden, Strhaře, Chrastová und Rašov im Nordosten, Bukovice im Osten, Rohozec, Unín und Jamné im Südosten, Šerkovice, Řepka und Brusná im Süden, Kaly und Vrby im Südwesten, Podolí und Veselí im Westen sowie Prudká und Doubravník im Nordwesten.

## Geschichte

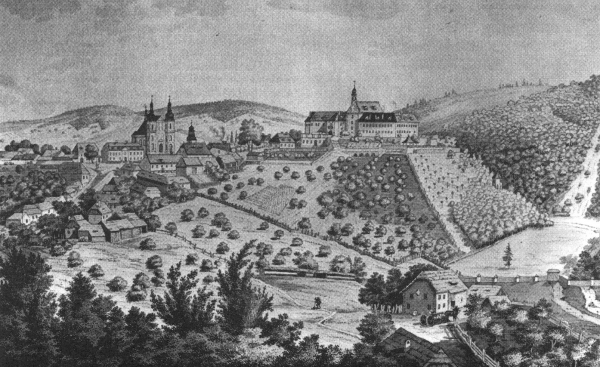
Lomnice auf einem Stich von F. Richter aus dem Jahre 1815

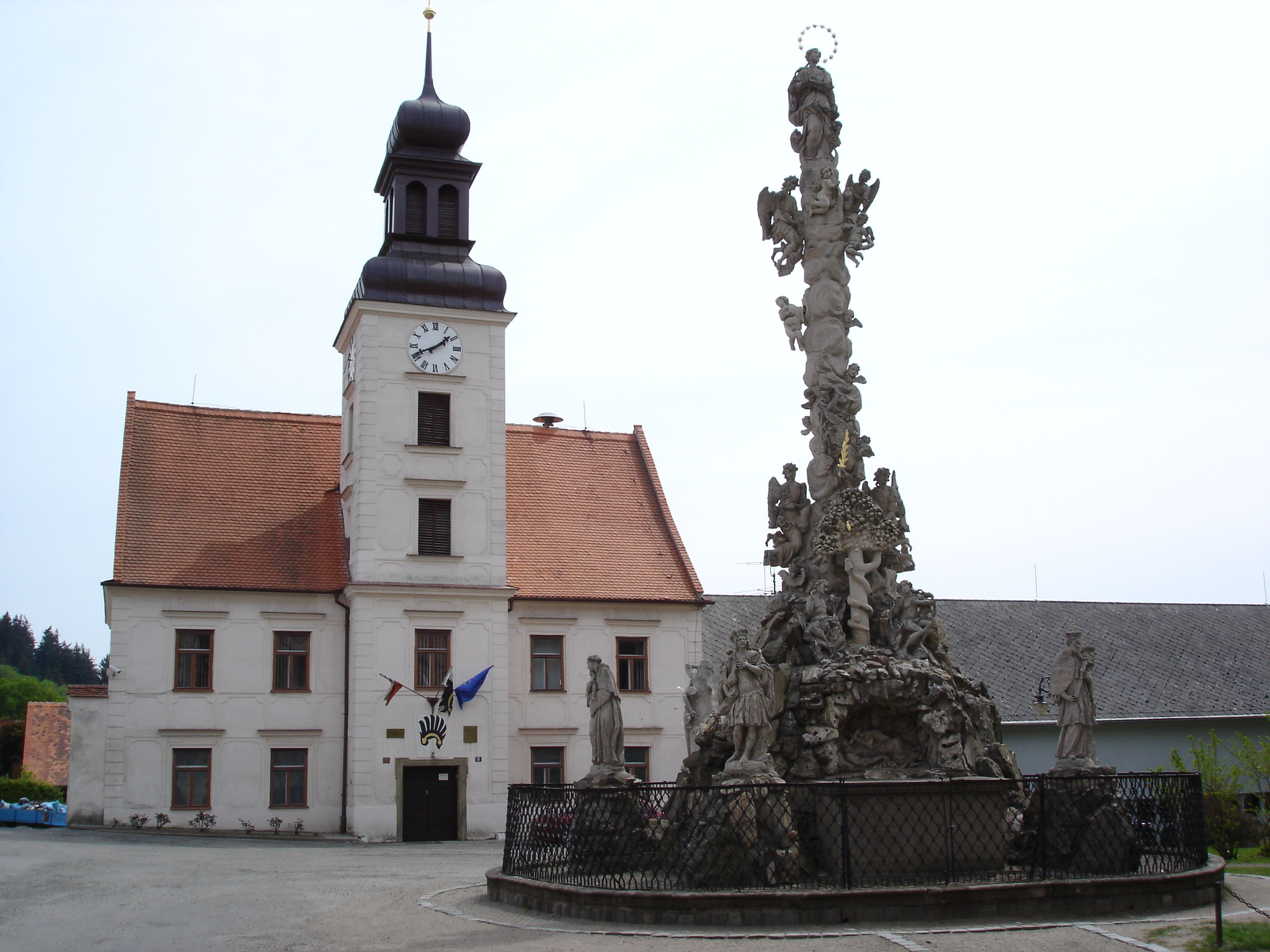
Rathaus und Pestsäule

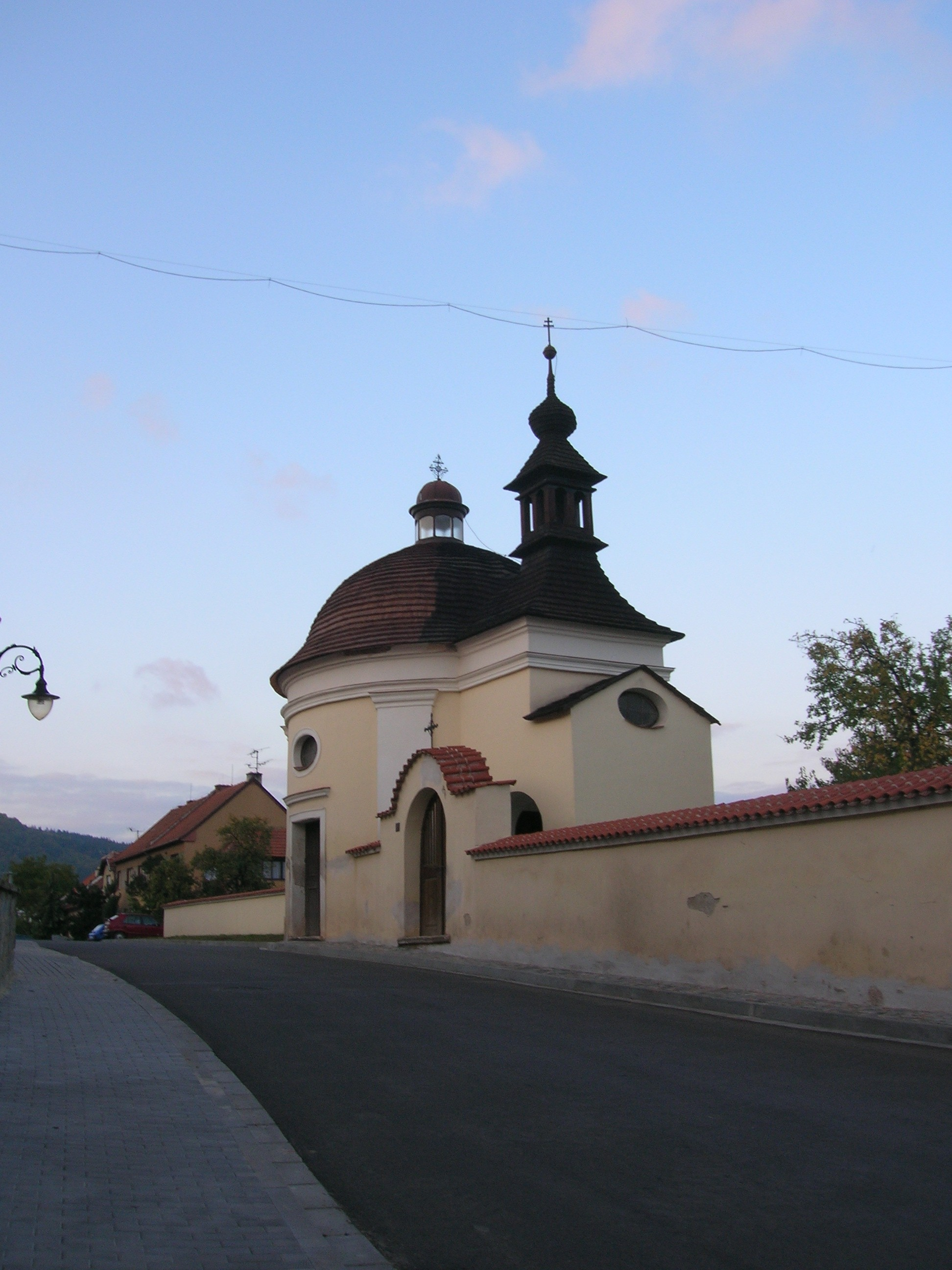
Kapelle des hl. Antonius von Padua

Lomnice entstand wahrscheinlich in der ersten Hälfte des 13. Jahrhunderts während der Kolonisation des Berglandes durch die Herren von Tasov (Thassonis). Die erste urkundliche Erwähnung von Lomnice erfolgte im Jahre 1281, als Tas von Lomnice als Zeuge den Verkauf des Dorfes Újezd bei Pohořelice durch Artleb von Deblín an das Kloster Porta Coeli bestätigte. Die Burg Lomnice war der Stammsitz des weitverzweigten Adelsgeschlechts von Lomnitz, das zu den mächtigsten in Mähren gehörte und zu Beginn des 17. Jahrhunderts mit Protaš von Lomnitz auf Jamnitz und Meseritsch im Mannesstamme erlosch. Im Jahre 1504 wurde Lomnice erstmals ein Städtchen genannt. 1572 verkaufte Oldřich von Lomnice die Herrschaft an Johann d. Ä. von Zierotin auf Rossitz.  Von 1644 bis zur Enteignung durch das kommunistische Regime 1948 gehörte Lomnice den Grafen Serényi de Kis Sereny. Seit der Restitution 2016 an Isabella Baronin Thienen-Adlerflycht, geborene Gräfin Serényi gehört das Schloss mit dazugehörendem forst- und landwirtschaftlichen Betrieb, nun wieder den Nachkommen der Familie. Nach dem Dreißigjährigen Krieg ließen die Grafen Serényi Lomnice nach Plänen von Giovanni Pietro Tencalla neu gestalten.
Nach der Aufhebung der Patrimonialherrschaften bildete Lomnice ab 1850 eine Marktgemeinde in der Brünner Bezirkshauptmannschaft und Gerichtsbezirk Tischnowitz. 1869 lebten in Lomnice 2.143 Menschen, 1890 waren es 2.063. Seit 1896 gehörten die Marktgemeinde und Judengemeinde Lomnice zum neu gebildeten Bezirk Tischnowitz. Im Jahre 1921 lebten in dem Städtchen 1651 Menschen und im Jahre 1950 waren es 1465. Nach der Auflösung des Okres Tišnov kam Lomnice mit Beginn des Jahres 1961 zum Okres Blansko. Im Jahre 1996 wurde Brusná einschließlich der Ortsteile Řepka und Veselí eingemeindet. Am 10. Oktober 2006 erhielt Lomnice den Status eines Městys zurück. Seit Beginn des Jahres 2007 gehört Lomnice zum Okres Brno-venkov.
Mitte des 19. Jahrhunderts war die Judengemeinde ebenfalls als politische Gemeinde eigenständig. Vor 1880 wurde sie jedoch mit Marktgemeinde Lomnice vereinigt. Diese Vereinigung hatte jedoch keinen dauerhaften Bestand, bereits 1890 bestand Lomnice wieder aus zwei selbstständigen Gemeinden. Um 1918 erfolgte eine endgültige Vereinigung der Marktgemeinde und Judengemeinde.

## Gemeindegliederung
Der Městys besteht aus den Ortsteilen Brusná (Brusna), Lomnice (Lomnitz), Řepka (Repka) und Veselí (Wesseli) sowie der Ansiedlung Chrastová.

## Sehenswürdigkeiten

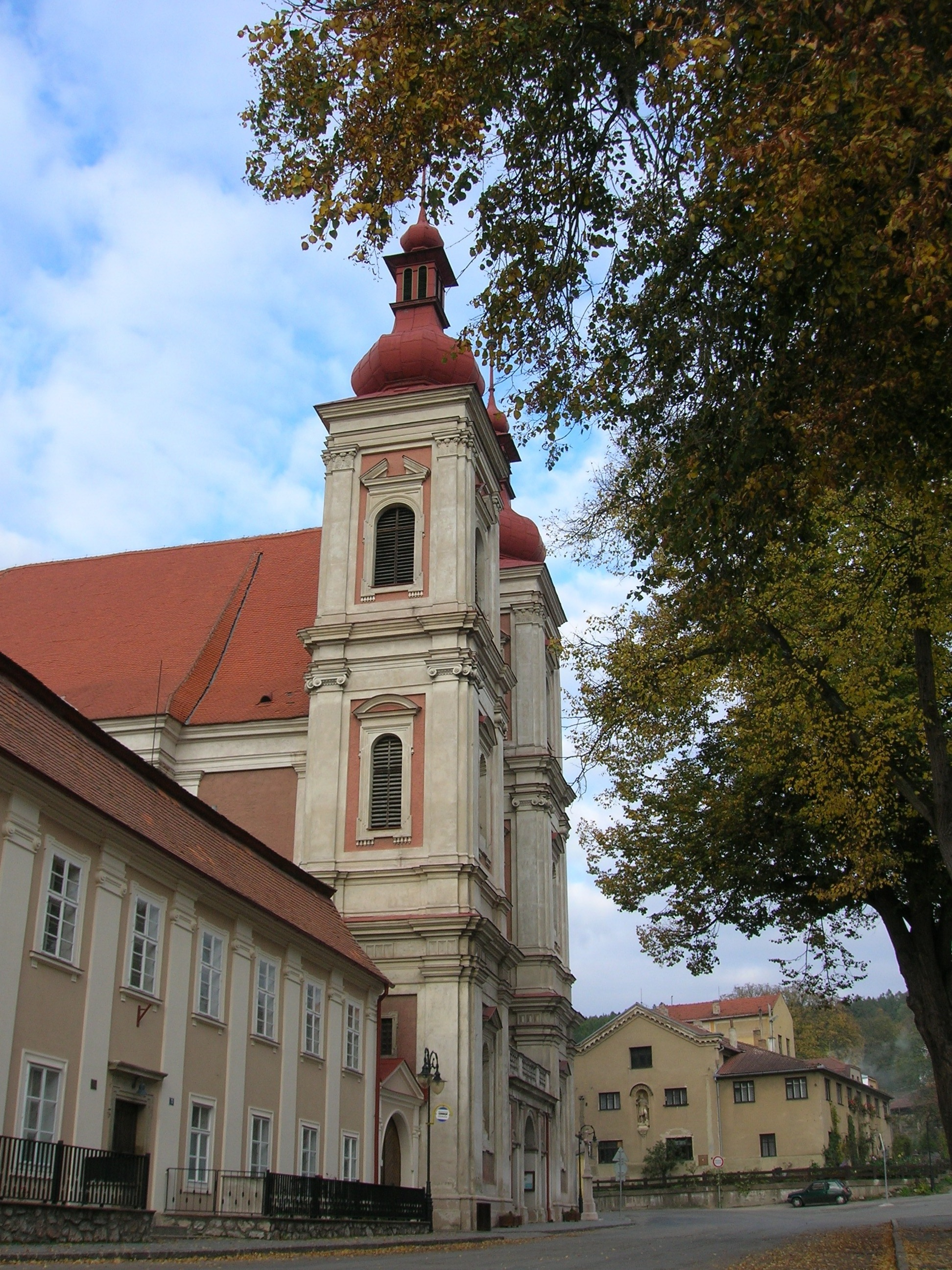
Kirche Mariä Heimsuchung

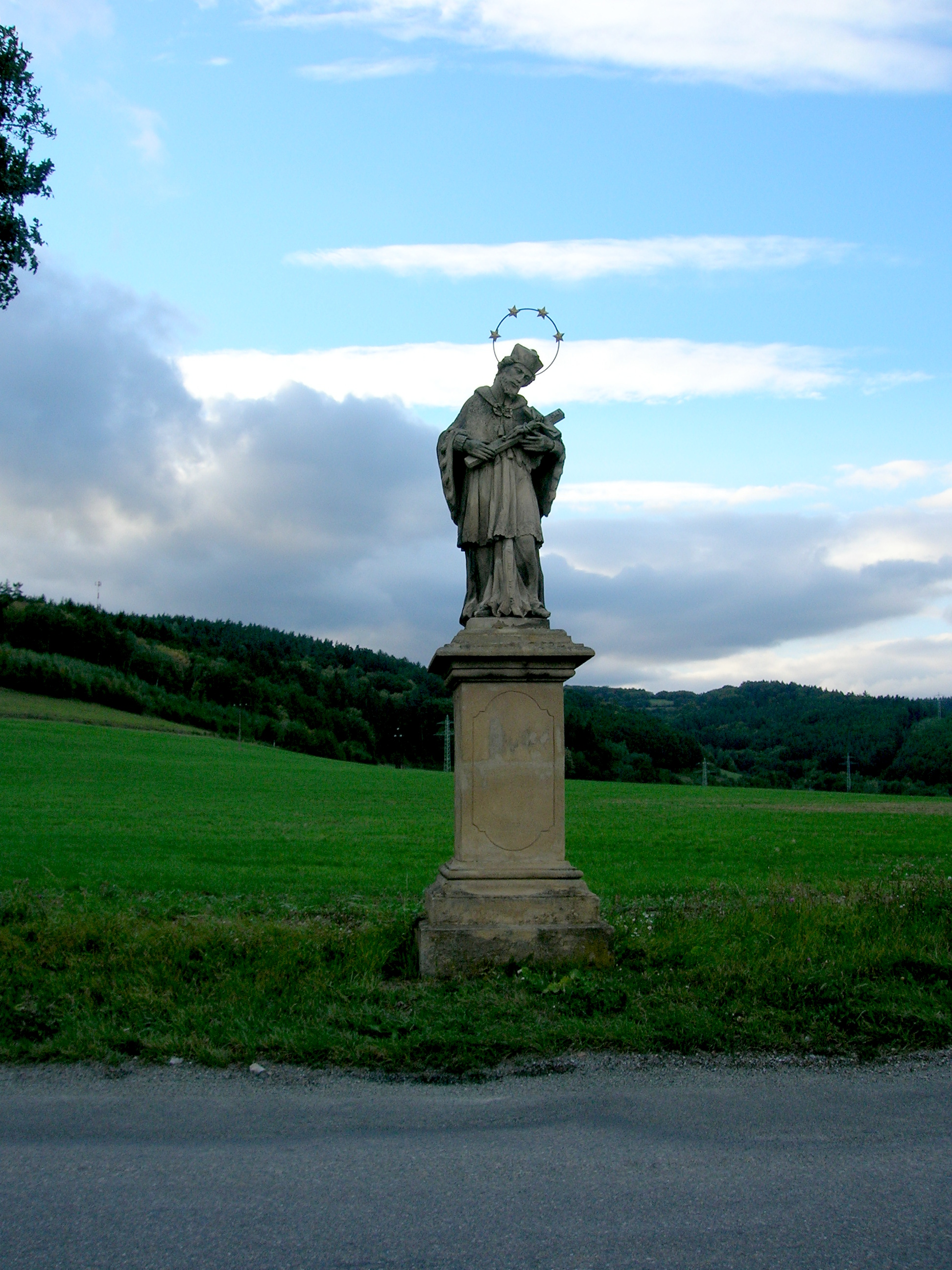
Statue des hl. Johannes von Nepomuk

- Barocke Kirche Mariä Heimsuchung, erbaut von Paul Weinberger und Johann Baptist Erna nach Plänen von Giovanni Pietro Tencalla
- Schloss Lomnice mit Burgkapelle, die aus dem 13. Jahrhundert stammende gotische Burg der Herren von Lomnitz wurde im 16. und 17. Jahrhundert zu einem Schloss im Stile der Renaissance und des Barock umgestaltet
- Rathaus, der Bau wurde 1680 zu Zeiten von Franz Gabriel Serény vollendet
- Pestsäule auf dem Markt
- Wallfahrtskapelle des hl. Antonius von Padua, errichtet vor 1670 nördlich des Städtchens als Friedhofskapelle
- Synagoge, der 1780 bis 1785 im Zentrum der Judenvorstadt errichtete Bau wurde nach Zeiten der Verfalls 1997 restauriert und wird heute als Kulturzentrum genutzt
- Jüdischer Friedhof, nördlich der Stadt, der älteste Grabstein stammt von 1716
- Jüdische Schule
- Statue des hl. Johannes von Nepomuk, vor der Stadt
- Statue des legendären Königs Gambrinus an der ehemaligen Brauerei, geschaffen 1856 von J. Břenek
- Grabmal für den Maler Bohumír Matal (1922–1988), geschaffen von Vladímír Preclík
- Naturdenkmal Luzichová, südöstlich von Lomnice
- Naturdenkmal Zámecký les v Lomnici, östlich des Schlosses im Tal des Besének
- Naturdenkmal Klášterce, nördlich von Lomnice
- Naturdenkmale Veselský chlum und Veselská lada, westlich von Lomnice bei Veselí

## Söhne und Töchter der Stadt
- Alois Graf Serényi (1812–1892), österreichischer Politiker und Großgrundbesitzer
- Anežka Hrabětová-Uhrová (1900–1981), Botanikerin
- Leo Eitinger (1912–1996), tschechoslowakisch-norwegischer Psychiater